# مونتيني تانجفونج
مونتيني تانجفونج (بالتايلندية: มณฑินี ตั้งพงษ์) مواليد 30 أبريل 1985 في تايلاند، هي لاعبة كرة مضرب تايلندية سابقة بدأت مسيرتها كمحترفة سنة 2002 وكانت تلعب باليد اليمنى، اعتزلت اللعب في 2010. أعلى تصنيف لها في الفردي كان المركز الـ 272 في سنة 2006. أعلى تصنيف لها في الزوجي كان المركز الـ 223 في سنة 2006.

## روابط خارجية
- مونتيني تانجفونج على موقع رابطة محترفات التنس (الإنجليزية)
- مونتيني تانجفونج على موقع الاتحاد الدولي لكرة المضرب (الإنجليزية)
- مونتيني تانجفونج على موقع خلاصة التنس.كوم (الإنجليزية)
- مونتيني تانجفونج على موقع إي إس بي إن.كوم (الإنجليزية)